# 洲さき
洲さき（すさき）は、岐阜県高山市神明町にある料亭で、現在も営業しているなかでは同県最古である。
2022年5月20日に日本国の文化審議会が主屋、客間棟ならびに土蔵を重要文化財に指定するよう文部科学大臣に答申し、同年9月20日に文部科学省が重要文化財に指定した。

## 概要
建物はその棟札から寛政6年（1794年）に建てられたとみられ、創業もその頃と考えられている。江戸時代から高山に根付く宗和流本膳料理を受け継いでいる。明治以降改修が施され、昭和20年代には厨房の近代化が行われた。平成21年（2009年）には高山市により有形文化財に指定されている。
主屋は中橋に通じる通りに面しており、大きさは桁行15.7m（8間半）、梁間13.5m（7間半）で面積が142.3平方メートルである。建造年を示す棟札が附指定となっている。
主屋南にある客間棟は数寄屋造りで大きさは桁行14.5m（8間）、梁間19.0m（10間半）で面積は369.42平方メートルを占める。いずれも2階建てで平入切妻屋根である。かつては榑板葺きであったが、後に鉄板葺きと桟瓦葺きを含めたものに改められている。客間棟には宗和流の中庭が面している。また、2階は6つの客間を備えるが、襖を外して59畳の大広間とすることができる。
土蔵は東蔵、中蔵および西蔵の3棟あり、客間棟の南にあっていずれも二階建ての土蔵造りである。普請関係文書1冊が附指定となっている。

## 参照
1. ↑  岐阜新聞 2022年5月21日版
2. ↑  官報 令和4年9月20日号外第201号